# La Guirlande merveilleuse
La Guirlande merveilleuse (La guirnalda maravillosa), vendida en Estados Unidos como The Marvelous Crown y en Gran Bretaña como The Marvelous Hoop, es un cortometraje mudo francés de 1903 de Georges Méliès. Fue vendido por Star Film Company de Méliès y tiene el número 445–448 en sus catálogos.
Méliès interpreta al mosquetero en la película, cuyo principal efecto especial es un primer plano superpuesto en una abertura circular mediante exposiciones múltiples; Méliès utilizó un efecto similar en Alcofribas, el mago maestro, ese mismo año. Otros efectos especiales en La Guirlande merveilleuse se trabajan usando pirotecnia, empalmes de sustitución y fundidos.